# 41 پی/تاتل–گیاکوبینی–کرساک

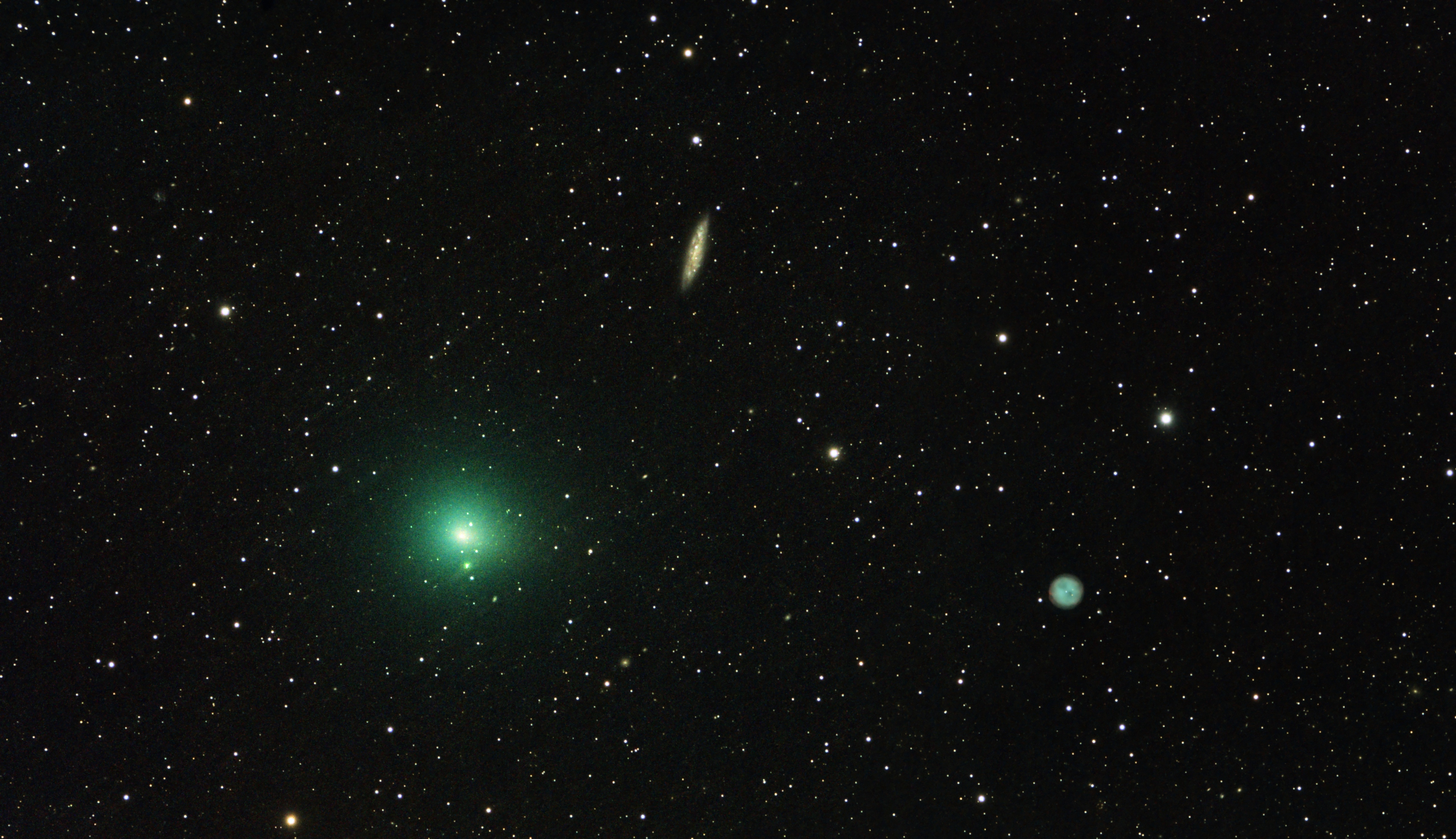
41 پی/تاتل-گیاکوبینی-کرساک

41 پی/تاتل-گیاکوبینی-کرساک یک دنباله‌دار دوره‌ای در منظومهٔ شمسی است. این دنباله‌دار را هوراس پارنل تاتل ستاره‌شناس آمریکایی در سال ۱۲۳۷ هجری شمسی (۱۸۵۸ میلادی) کشف کرد. همچنین این دنباله‌دار را گیاکوبینی منجم فرانسوی و لوبر کرساک اخترشناس اسلواک به ترتیب درسال‌های ۱۲۸۶ هجری شمسی (۱۹۰۷ میلادی) و ۱۳۳۰ هجری شمسی (۱۹۵۱ میلادی) به طور جداگانه دوباره کشف کردند. 
گردش این دنباله‌دار به دور خورشید حدود ۵ سال و نیم طول می‌کشد. این دنباله‌دار جزء خانوادهٔ دنباله‌دارهای مشتری است که مدار آن‌ها بین خورشید و سیارهٔ مشتری قرار دارد و تحت تأثیر گرانش این سیاره هستند. 
در 12 فروردین 1396 این دنباله‌دار از فاصله 22 میلیون کیلومتری سیارۀ زمین عبور می‌کند که کم‌ترین فاصلۀ آن از زمین طی صد سال خواهد بود. وبگاه تلسکوپ اسلوه این پدیده‌ نجومی را به صورت زنده نمایش خواهد داد. 